# 白東脩
白東脩（韓語：백동수，1743年—1816年），名东脩，字永叔（韓語：용숙），号靭斎（韓語：인재）、又号野餒（韓語：야내），本贯水原白氏，朝鲜王朝后期武官。他与李德懋、朴齐家共同参与编纂了《武艺图谱通志》。

## 生平
他是辛壬士祸中遭拷打致死的赠户曹判书、忠庄公白时耇（1649－1722）的曾孙，白尚华之孙。父亲白师宏（1721－1792）曾任折冲将军、行龙骧卫副护军，弟弟白東侃，李德懋是其姑父（白师宏姐夫）。妻子晋州柳氏，儿子白心鎮。
1743年（朝鲜英祖19年）白東脩出生，因祖父白尚华是庶子，身份地位较低。他师从金体乾之子、有“剑仙”之称的金光泽修习剑术，同时学习道家思想、传统内丹术，还为以防万一钻研医术。青年时期热衷武术甚于学问，与朴趾源、李德懋等人为友。壮年时转向学术，朴趾源、成大中评价他“以武成文”。1771年（英祖47年）考中武科丙科，但因身份限制及朝鲜肃宗以来“万科”制度导致官员过剩，未能立即获职。1773年（英祖49年）因贫困携家眷离开汉城，到江原道基麟峡（今麟蹄郡）务农放牧。1776年，朝鲜正祖即位后，他被任命为正九品副司勇，1787年（正祖11年）任集春营哨官，1788年（正祖12年）任御营厅哨官。1789年（正祖13年）任分守门将，后任庄勇营哨官，并奉正祖命与李德懋、朴齐家共同编纂《武艺图谱通志》（1790年成书）。1790年任训练主簿，1791年升训练判官，1792年任忠清道庇仁县（今舒川郡）县监。1795年因惠庆宫洪氏六十大寿，复任庄勇营哨官，后任训练佥正。1796年任长兴库主簿。1802年（纯祖2年）任平安道博川郡守，同时获封把总。1806年（纯祖6年），领议政李秉模弹劾他在关西地区贪腐，建议流放。纯祖将他贬至庆尚道丹城县，后赦免，1810年（纯祖10年）任军器副正。1816年（纯祖16年）去世，享年74岁。

## 相关文艺作品
- 金允健（2007年，MBC《李祘》）
- 池昌旭（2011年，SBS《武士白東修》）
- 吳智昊（2012年电影《隨風而逝》）